# ウンセット (小惑星)
ウンセット (9919 Undset) は小惑星帯に位置する小惑星。スウェーデンの天文学者クラエス＝イングヴァール・ラーゲルクヴィストがヨーロッパ南天天文台で発見した。
1928年ノーベル文学賞を受賞したノルウェーの小説家、シグリ・ウンセットから命名された。